# ウィスラー・マウンテン
ウィスラー・マウンテンはコースト・マウンテンズのパシフィック・レンジにあるフィッツシモンズ山脈の山である。フィッツシモンズ山脈はガリバルディ州立公園の北西の端に位置している。この山はウィスラー市スキーリゾートのウィスラー・ブラッコムに所在している。
この山の元々の名前は鉱区にちなんでロンドン・マウンテンと名付けられた。1970年代にウィスラーにリゾートが作られる前はこの周辺はアルタ湖と呼ばれていたが、1965年にはロンドンの悪天候を連想させる名前が商業的によくないという理由でこの山の名前は変更された。1960年後半からはスキーリゾートが完成し、マーモットの口笛を示すウィスラーの名前が使用された。マーモットはこの山の高山地域に生息しており、”ウィスラー”として知られていた。
この山はガリバルディ州立公園に近いため、スキーリフトが運行されており、山に登ってゲレンデに入る事が出来る。この山の頂上はウィスラー・ピークのリフトの目的地であるため、ブリティッシュコロンビアの中で最も登頂されている山の一つである。
この山はスキーリゾートのウィスラー・ブラッコムの一部を形成している。

## 地質
ウィスラー・マウンテンはかつて海底だった時の泥によって作られた頁岩を含んでいる。同様の頁岩の構造体はブリティッシュコロンビアの南西部の全域で形成された。ウィスラー・マウンテンを構成している岩石は安山岩とデイサイトの流れた溶岩が凝固したものである。これらの流れた溶岩の凝固したものと頁岩がガンビール・グループという岩石の集まりを形成する。これらの地質学のグループは浅い海盆で白亜紀前期の1億年の間に形成された。砂、泥、シルトのような粉粒体は白亜紀に存在した川によって古代の海に運ばれた。白亜紀の川が連続的に粒状体をかつての海に運びこぶ事で、最終的に沈殿物による層が形成された。一度沈殿物が圧縮されると、現在のウィスラー・マウンテンの一部を形成する頁岩を作り出した。火山の噴火によって火山性の島々が形成され、古代の海への溶岩の流れを作り出した時、安山岩とデイサイトの溶岩は堆積された。
一度ガンビール・グループの火山性の沈殿物の岩が形成されると、極度の圧力により北アメリカプレートと太平洋プレートの動きを生み出すため、これらの岩は変形し、つぶれて持ち上げられる。凝固した溶岩の塊は山と同じくらいのサイズの巨大な塊による破壊によって火山列島と海底の溶岩を生み出す一方、密度が低い厚い頁岩の層は結合した溶岩の間で圧縮され、褶曲され、破壊される。対照的にブラック・タスクのようなガルバルディ湖の地域の火山地形周辺は、比較的最近の火山活動を起源とし、ガルバルディ火山帯とよばれる火山帯の一部を形成している。

## ギャラリー

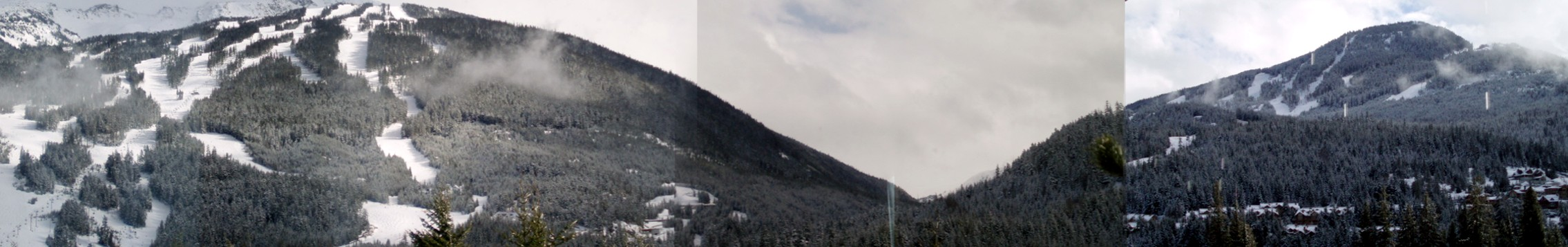
2007年3月に撮影したウィスラー・マウンテンとブラッコム・マウンテンのパノラマ
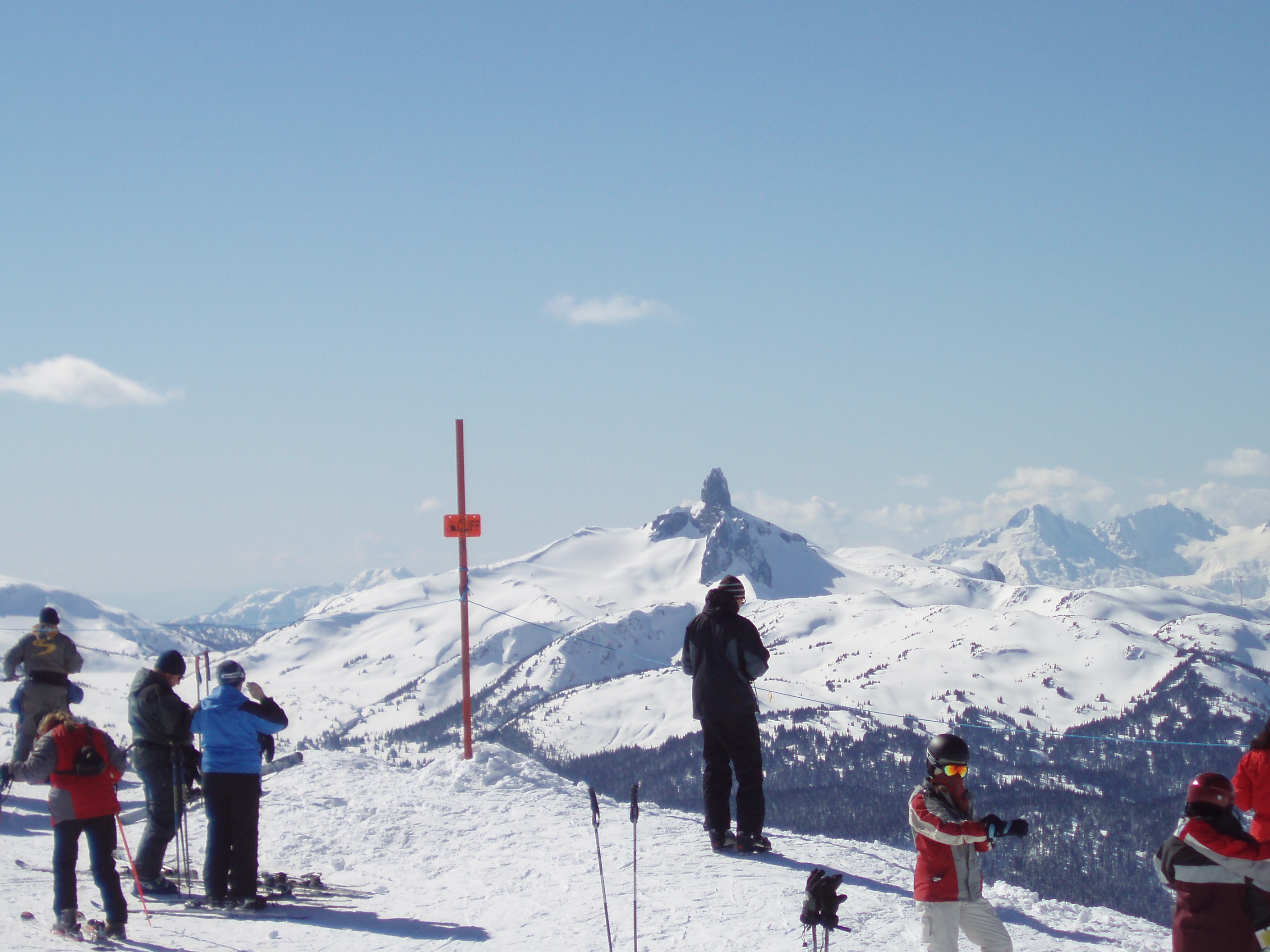
ウィスラーから見たブラック・タスクの眺め
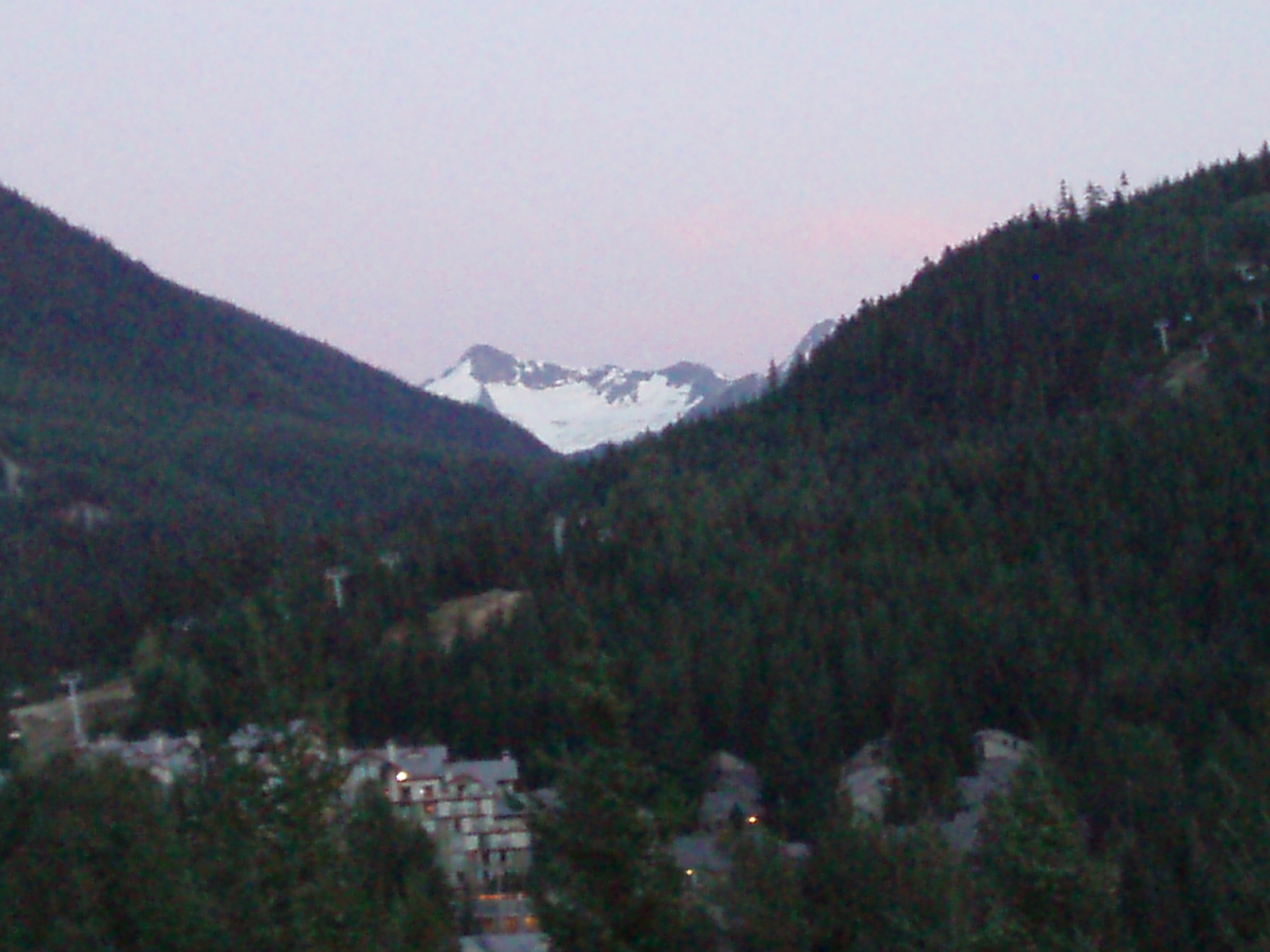
8月、シンギング・パスからのウィスラーとブラッコムの間の眺め
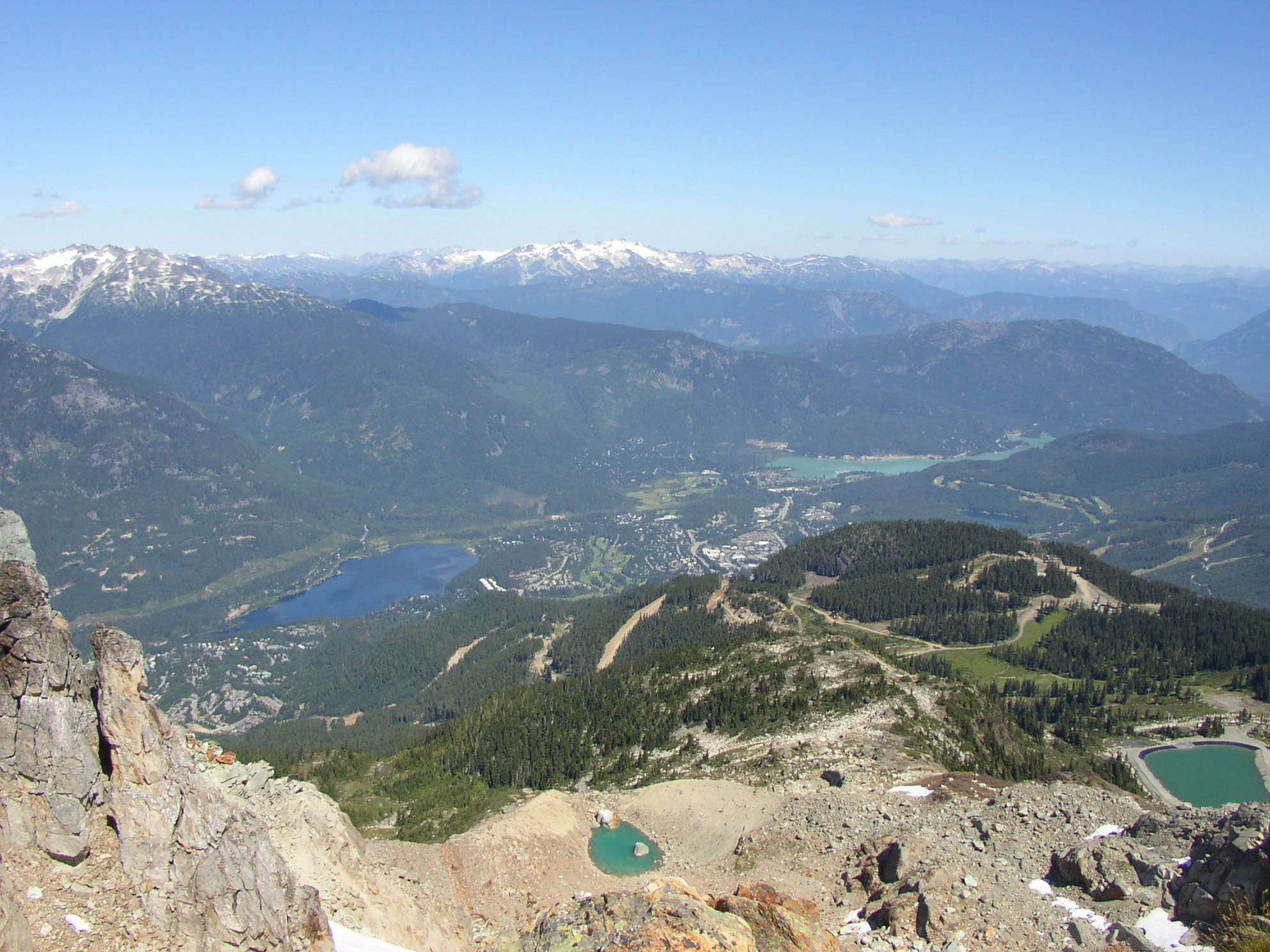
ウィスラー・マウンテンからのウィスラーの眺め

## 関連事項
- ウィスラー (ブリティッシュコロンビア州)
- ウィスラー・ブラッコム